# Amauris junia
Amauris junia är en fjärilsart som beskrevs av Le Cerf 1920. Amauris junia ingår i släktet Amauris och familjen praktfjärilar. Inga underarter finns listade i Catalogue of Life.